# Dorota Urbanek
Dorota Katarzyna Urbanek (ur. 1961) – polska rusycystka, językoznawczyni, profesor nauk humanistycznych, wykładowczyni Wydziału Lingwistyki Stosowanej Uniwersytetu Warszawskiego.

## Życiorys
Absolwentka VI Liceum Ogólnokształcącego im. Tadeusza Reytana w Warszawie (1980). W 1985 ukończyła filologię rosyjską na Uniwersytecie Warszawskim. W 1993 doktoryzowała się w zakresie językoznawstwa tamże. W 2004 habilitowała się na podstawie monografii Pęknięte lustro. Tendencje w teorii i praktyce przekładu na tle myśli humanistycznej. W 2016 otrzymała tytuł naukowy profesora.
W latach 1984–2016 zawodowo związana z Zakładem Języka w Instytucie Rusycystyki Wydziału Lingwistyki Stosowanej UW, którego  kierowniczką była w latach 2012–2017. Od 2019 r. pełni funkcję kierownika Zakładu Badań nad Przekładem Pisemnym w Instytucie Lingwistyki Stosowanej UW. W latach 2012–2016 pełniła funkcję prodziekan do spraw Badań Naukowych i Współpracy z Zagranicą WLS UW. W latach 2015–2017 była Sekretarzem Komitetu Słowianoznawstwa Polskiej Akademii Nauk przy Wydziale I Nauk Humanistycznych i Społecznych.
Wypromowała co najmniej jednego doktora.

## Monografie
- Pęknięte lustro. Tendencje w teorii i praktyce przekładu na tle myśli humanistycznej, Warszawa: Wydawnictwo Trio, IR UW, 2004
- Dialektyka przekładu, Warszawa: Instytut Rusycystyki UW, 2011
- Rosja: przestrzeń, czas i znaki, Kraków: Libron, 2016 (współautorstwo z: E. Przybył-Sadowską, J. Sadowskim)